# 6801 Střekov
6801 Střekov eller 1995 UM1 är en asteroid i huvudbältet som upptäcktes den 22 oktober 1995 av den tjeckiska astronomen Zdeněk Moravec vid Kleť-observatoriet. Den är uppkallad efter slottet Střekov.
Asteroiden har en diameter på ungefär 5 kilometer.